# Bassignac
Bassignac település Franciaországban, Cantal megyében. Lakosainak száma 222 fő (2022. január 1.). Bassignac Champagnac, Jaleyrac, Méallet, Sauvat, Veyrières és Ydes községekkel határos.

## Népesség
A település népességének változása:
| Lakosok száma | 276  | 209  | 230  | 227  | 223  | 222  | 231  | 235  | 225  | 222  |
|               | 1968 | 1982 | 1999 | 2006 | 2011 | 2015 | 2017 | 2018 | 2020 | 2022 |